# Sam Ringer
Sam Ringer (ur. 5 listopada 1918 w Tarnowie, zm. 8 października 1986 w Paryżu) – polski malarz tworzący od 1947 we Francji.
Urodził się w rodzinie zasymilowanych Żydów, matka była szwaczką, a ojciec krawcem szyjącym kostiumy teatralne. W 1937 rozpoczął studia na krakowskiej Akademii Sztuk Pięknych, w 1939 otrzymał nagrodę za jeden z projektów. Po wybuchu II wojny światowej dostał się do niewoli i znalazł się w grupie więźniów budujących obóz w Auschwitz w 1940. Następnie podczas jednego z apeli został wybrany do transportu do Annabergu (filii obozu w Flossenbürgu). Kolejnymi obozami były Sacra, Mechtal, AL Markstädt (podobóz Gross-Rosen), Fünfteichen, Gross-Rosen, Buchenwaldzie, Berga/Elster (podobóz Buchenwaldu) i wreszcie Theresienstadt. Został uwolniony przez Armię Czerwoną wiosną 1945, ale jego stan zdrowia był tak zły, że hospitalizowano go w Litoměřicach, a następnie przewieziono go do Krakowa. W 1946 powrócił na trzeci rok studiów, ale przerwał je opuszczając Polskę. W 1947 zamieszkał w Paryżu i rozpoczął studia na Beaux-Arts, gdzie studiował sześć lat. Jego wykładowcami byli Jean Souverbie (malarstwo), Edouard Goerg (rzeźba) i René Jaudon (litografia). W 1957 poznał Jeannine Ettinger, która została jego żoną, para miała dwoje dzieci. Córką Sama Ringera jest piosenkarka i aktorka Catherine Ringer. Prace Sama Ringera uczestniczyły w wielu wystawach zbiorowych m.in. Beaux-Arts w Paryżu w 1950, Centrum Kultury Żydowskiej w Paryżu w 1974, Centrum Pompidou w 1981 oraz w Salon des indépendants w 1984 i 1985. Cztery lata po jego śmierci rodzina przekazała jego prace do Musée d'art et d'histoire du judaïsme. W 2005 Muzeum Montparnasse wśród prac 160 artystów zgromadzonych pod wspólnym hasłem „Europa deportowanych” zaprezentowała prace Sama Ringera. Wystawa ta ma na celu upamiętnienie żydowskich ofiar nazizmu oraz artystów, którzy byli związani ze Szkołą Paryską (École de Paris). W 2007 i 2008 Catherine Singer przekazała Musée d'art et d'histoire du judaïsme klisze z końca lat 30. XX wieku z fotografiami zatytułowanymi: „Le Théâtre kasrilévien”. Z tego materiału Alex Szalat stworzył czternastominutowy film. Pochowany został na Cmentarzu Montmartre.